# Johann Rihosek
Johann Rihosek (5. června 1869 Maków Podhalański, Halič – 21. listopadu 1956 Vídeň) byl rakouský konstruktér lokomotiv.
Rihosek byl absolventem olomoucké reálky a Technické univerzity ve Vídni. Od roku 1893 pracoval jako konstruktér v lokomotivce Floridsdorf, od roku 1897 byl zaměstnán na c. a k. Ministerstvu železnic na odboru konstrukce lokomotiv a vozů vedeném Karlem Gölsdorfem. Po Gölsdorfově smrti v roce 1916 nastoupil na jeho místo.

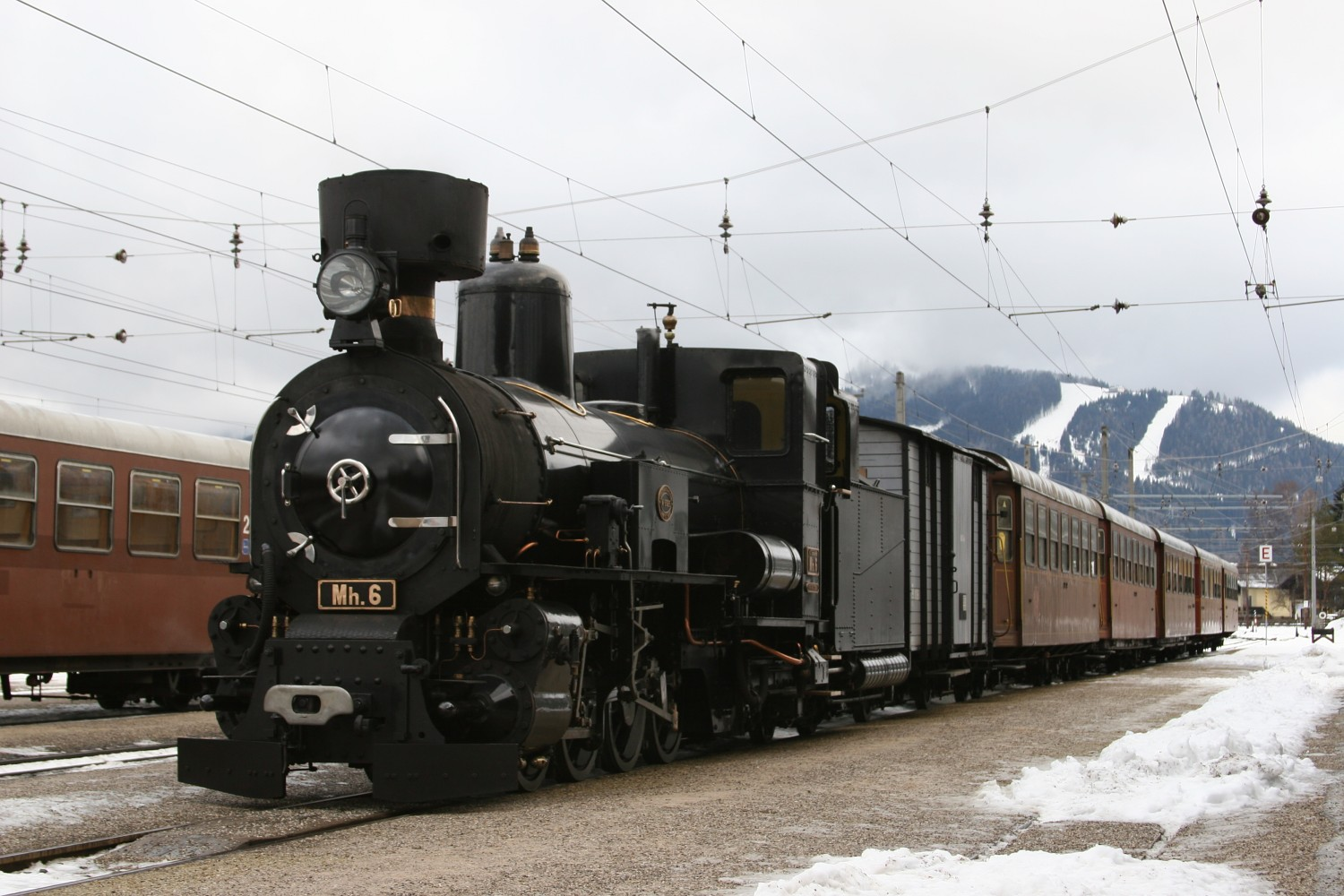
Úzkorozchodná lokomotiva Mh6 společnosti Mariazellerbahn s „baňatým“ komínem J. Rihoseka

K jeho významným dílům patří lokomotivy řad 270, 81 a 82. Známý je i Rihoskův „baňatý“ komín s lapačem jisker. Významně se zasloužil o další vývoj tlakové brzdy.